# Harrislee
Harrislee (danska: Harreslev) är en kommun och ort i Kreis Schleswig-Flensburg i förbundslandet Schleswig-Holstein i Tyskland.